# Alkonost

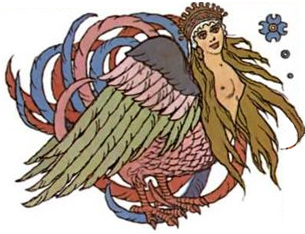
Alkonost por Iván Bilibin

El Alkonost es, de acuerdo con el folklore ruso, una criatura con el cuerpo de un pájaro y la cabeza de una mujer hermosa. Emite sonidos increíblemente bellos, y quienes oyen estos sonidos se olvidan todo lo que saben y no quieren tener nada más nunca más, algo similar como las sirenas de la mitología griega. El alkonost pone sus huevos en una playa y luego ruedan hacia el mar. El nombre de la alkonost vino de una semidiosa griega que se llamaba Alcíone. En la mitología griega, Alcíone fue transformada por los dioses en un martín pescador.

## Galería

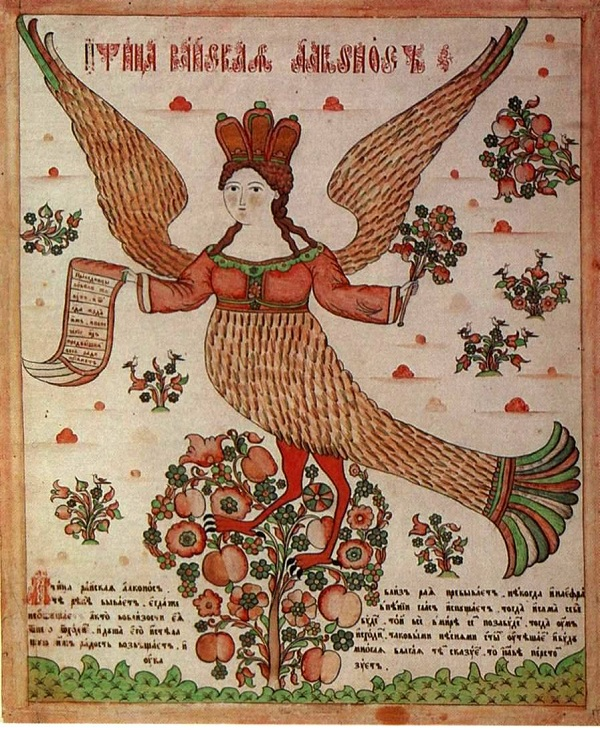
pintura Lubok
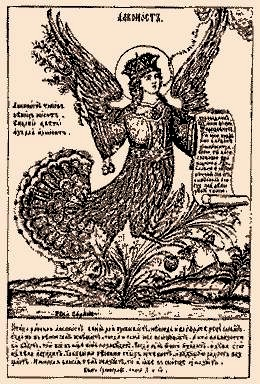
Postal, 1908
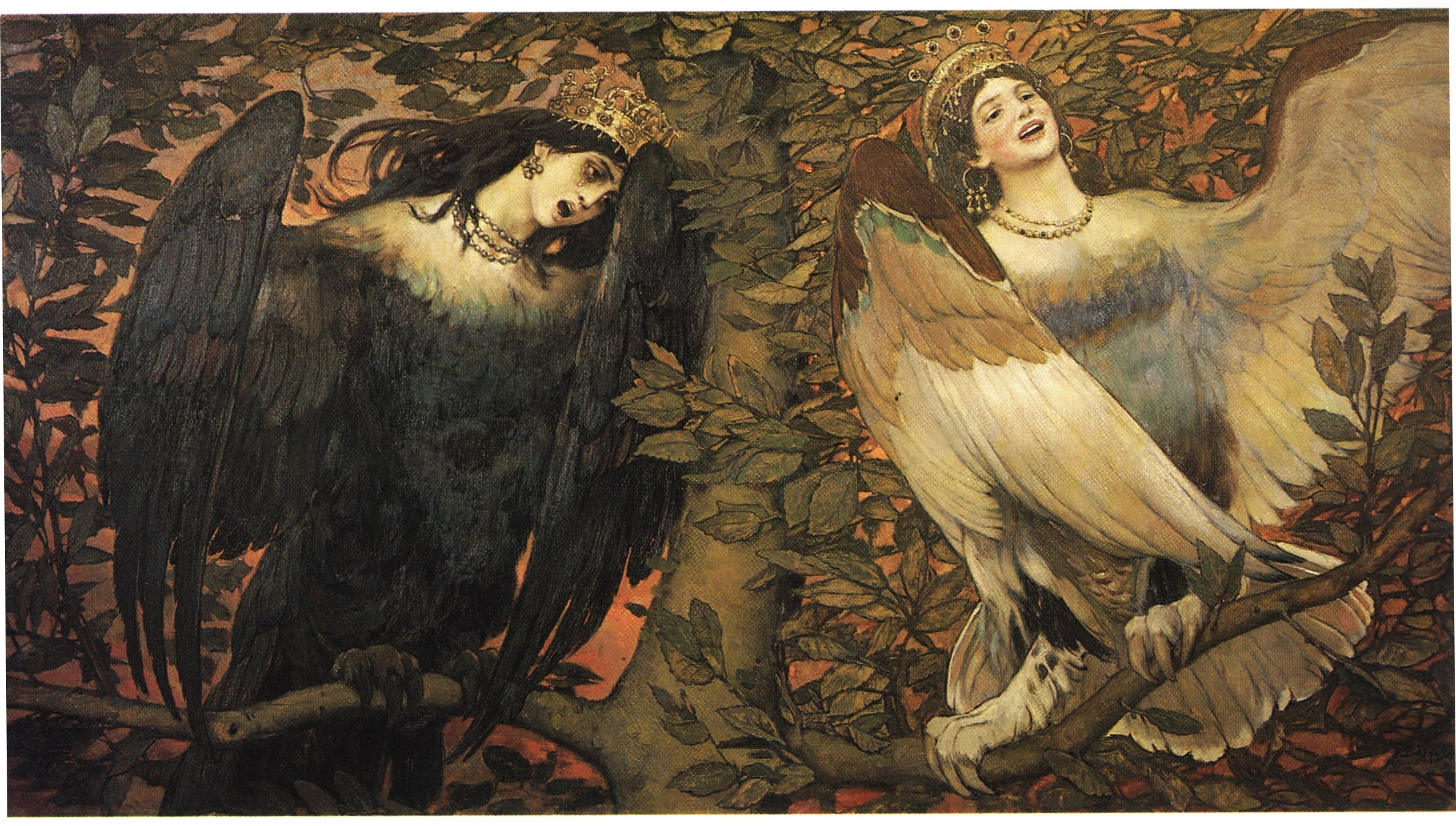
Sirin (izda.) y Alkonost. Aves de alegría y tristeza. Víktor Vasnetsov, 1896